# ぎゃる☆がん だぶるぴーす
『ぎゃる☆がん だぶるぴーす』（略称：ぎゃる☆がんW、英題：Gal*Gun Double Peace）は、インティ・クリエイツが開発し、アルケミストより2015年8月6日に発売されたゲームソフト。PlayStation 4・PlayStation Vitaのマルチプラットフォーム対応。また2016年9月28日にSteam版、2022年3月17日にNintendo Switch版が発売。

## 概要
次々と言い寄ってくる女の子たちを眼力（通称：フェロモンショット）で昇天させ、意中のヒロインへの告白を目指す“眼（ガン）シューティングゲーム”『ぎゃる☆がん』の続編。ストーリーの構成は基本的に前作と同じであり、また前作の後日談でもある。
2017年1月現在、日本での通常版の販売・サポートは終了され、代わりに表示テキストの日本語 / 英語切り替え対応や最初から選べる衣装追加の新要素を加えた『ばいりんぎゃる』版が2017年2月23日にインティ・クリエイツから発売。セーブデータは通常版のものを引き継げるが、ダウンロードコンテンツは引き継ぐことができない。
同年8月10日に本作をベースに開発された「ぎゃる☆がん VR」がSteam向けに配信された。各ステージやシステムなどは基本的に今作と同様だが、ストーリーが存在せず、またメインヒロインの登場は一切無い。また、VRならではの新機能も搭載。因みに前記のようにストーリーが無い為か今作まで有った「夕方の時間帯」のステージは無い。また、PlayStation 4及びNintendo Switch向け『ぎゃる☆がん2』は2018年3月15日（PC版では7月20日）に発売された。

## 登場人物
※3人のメインヒロインたちは、次回作『ぎゃる☆がん2』に再登場している。
ホウダイ／久時 峰大（くどき ほうだい）
声 - 照井悠希（『グリム・ガーディアンズ デーモンパージ』）
身長：178cm／血液型：B型／誕生日：12月26日
今作の主人公。桜咲第三高校の2年生。
えころのミスによって、一日限定のモテモテ体質となってしまう。前作の主人公・テンゾウに比べやや口調は穏やかな印象。テンゾウに比べ、顔が直接見える局面は少なくなっている。
神園 しのぶ（かみぞの しのぶ）
声 - 上間江望
身長：162cm／3サイズ：B:88cm/W:60cm/H:89cm／血液型：O型／誕生日：7月5日
今作のメインヒロインの一人。2年E組。
ホウダイの幼馴染みで、悪魔ハンターの生まれ。ロングヘアで、紫のジグザグ型のカチューシャを付けている。本作の主役級ヒロインの一人だが、登場順はぱたこに次いで二番目となる。
神園 真夜（かみぞの まや）
声 - 橋本ちなみ
身長：152cm／3サイズ：B73cm/W49cm/H80cm／血液型：O型／誕生日：2月3日
今作のメインヒロインの一人。1年B組。
しのぶの妹で、ホウダイの幼馴染み。心嬉しいマイペースの女の子。素足に靴スタイルで、やや小さめの声で喋る。紫色の目と口、角が付いた白い仮面を頭の右側面にいつも付けている。ホウダイを「ほー兄ぃ」、しのぶを「しのぶちゃん」と呼ぶ。
くろな（Kurona）
声 - 藤田彩
身長：144cm／3サイズ：B:71cm/W:53cm/H:77cm／血液型：不明／誕生日：不明
今作のメインヒロインの一人。 悪魔学校中等部の3年生の見習い悪魔。赤いショートヘアーで、頭の両側に黄色い角が生えている。「~DEATH。」が口癖
自信家で調子に乗りやすく、その反面ものすごく打たれ弱い。ルート選択で選んだヒロインは、運命の彼女を含め必ず彼女のしもべに捕まる。
今作では彼女によって操られたモブキャラもステージに出没する。
後の時代では「傾国の誘惑者」と呼ばれ、恐れられるほどの存在と化す。

### 前作「ぎゃる☆がん」の登場人物
えころ（Ekoro）
声 - 堀江由衣
身長：151cm／3サイズ：B79cm/W46cm/H78cm／血液型：不明／誕生日：不明
前作及びメインヒロインの一人。天使学校中等部の3年生の見習い天使。
“エリート天使”を自称する。天使学校ではミリタリー研究会に所属しており、前作と違って愛用は二丁拳銃となっている。
基本的には真面目な性格だが、仲の良い先輩天使(ぱたこ)の影響を受けたのか、最近は破天荒な言動や行動が多くなってきたともっぱらの噂。今作では偉そうな話し方をしたり主人公を見下すような発言は無くなっている。
前作では、ゲーム開始時にいきなりぱたこが学校の屋上から前作の主人公であるテンゾウを狙うシーンから始まったが、今回はそのシーンの前にあらすじのシーンがあり、その後彼女が前作のぱたこ同様ホウダイを狙う。また、前作では連射を間違ってしてしまっていたが、今回はチャージスイッチの入れっぱなしで失敗している。
『ぎゃるガンヴォルト』『ぎゃるガンヴォルト バースト』では、主人公の一人（プレイアブルキャラクター）を務めている。
天使 ぱたこ（あまつか ぱたこ/Patako）
声 - 田村ゆかり
身長：150cm／3サイズ：B75cm/W48cm/H76cm／血液型：不明／誕生日：10月4日
えころ同様、メインヒロインの一人。本編での登場はしのぶや真夜よりも早く、最初に登場した。元々は天使だったが、前作の事件の罰として堕天され、人間にされてしまった。プロフィール表示と苗字が「天使（あまつか）」と設定された。また前作では誕生日が不明であったが、今作では上記のように誕生日が設定された。
本作ではミリタリー研究会で、部員集めに勤しんでいる。また、どこかに居候しているようで、ぱたこルートのトゥルーエンド時に「居候先に帰ります」と発言するシーンがある。えころも運命の彼女の告白を受けるルートでのバッドエンド時、人間にされてしまいホウダイの家に居候している。ステージでの敵シンボルとしての他に多数のエンディング映像に登場し、中にはホウダイが彼女に告白をする映像も存在する。
兎野 葵（うの あおい）
声 - 山本希望
身長：157cm／3サイズ：B76cm/W55cm/H87cm／血液型：AB型／誕生日：11月5日
前作のヒロインの一人だが、今作のサブヒロイン。本作では購買部に所属している。一人称は「ぼく」。
葵ルートエンドでは、全部「LOVEHEARTS募金」をお買いにすると最後までやってみた事が結果するになって、すぐにアメリカをホウダイと一緒に行きたいする事べきだった。
最新アップデートバージョン1.02では、追加ドキドキモードになった。

### その他の登場人物（モブキャラクター）
本作では70人以上の一般女子が登場。ステージ上の敵シンボルとして登場し主人公を攻撃して来る。攻撃手段は遠くからの告白（喋ると文字が浮かびそれがこちらに飛んで来る。○ボタンで打つと消せる）、ラブレターを差し出す、ビンタ、抱きついてのキス。くろなにより洗脳されている者（黒いオーラが出ているキャラで、登場する際は必ず笑い声がする）はグーの手で連続攻撃をしたり、突き倒してから連続で踏んで攻撃する。多くは女子高生だが、中には女性教師も混ざっており、服装も異なる。なお、キスや踏み付け攻撃はLスティックを連打する事で振りほどける。なお、条件を満たす事で「遊霊野幽子」という隠しモブキャラクターも追加される。追加後は他キャラ同様ステージ上の敵シンボルとして登場する。前作で登場した三年生のキャラは卒業(柳田 真冬のみ留年した為、今作にも登場)してしまったという設定で登場しないが、前作から進級したキャラが継続して登場している。なお、今回のモブキャラは昇天させた際に目がハートになる演出は無い。
　隠しルートの一つに彼女達の誰かの告白をラストで受けるというルートが存在する。誰に告白されるかはゲーム開始時の主人公の性格設定などに左右される。また、上述のキスや踏みつけ攻撃を受ける事で運命度を高められる。前作では天使で案内役であったぱたこもこのモブキャラクターに含まれており、ルートによっては天使に戻った彼女とバトルする事になる。
今回は彼女らの攻撃を受けて精心力が0になった際の演出が大きく変わっている。0になると同時に画面はそのままで紫一色に染まり、えころの「しっかりして下さい!」の台詞と共に選択肢が表示される(前作と違い、「MPを消費して復活する」「あきらめる」の二通りの選択肢となった。)この時「あきらめる」を選ぶと、えころの「全く、へたれですね、がっかりです!」の台詞の後にラストドキドキモードと同一の背景にホウダイに最後に攻撃をしたヒロインが表示される。そして台詞を一言言った後、「GAME OVER」の文字が表示されタイトル画面に戻る。「MPを消費して復活する」を選ぶと、スコアが減少した上で精心力が全快して復活する。なお、最初に精心力が0になった際、振りほどかなければならない攻撃を受けている最中であった場合は拘束されたまま復活する為、振りほどかなければまたゲームオーバーとなる。
前作同様、ホウダイが矢に打たれた後に最初に話掛けて来るキャラはやはり「春野つぼみ（声 - 椎名へきる）」である。

## 各ルート解説
前作では冒頭でいきなりルートを選択したが、今作ではえころがしのぶをドキドキフィールドに閉じ込めるシーンの後にしのぶがその場から去り、その後ルート選択となる。ここで挙げるルートの他に、前作のヒロインの一人である兎野葵と一緒に渡米をするというルートも存在する。
- しのぶが好きだ（神園しのぶルート）
  - しのぶに告白すること。
- 真夜が好きだ（神園真夜ルート）
  - 真夜に告白すること。

以下は上記のルートをクリアすると選べるようになる。
- 二人とも好きだ（神園姉妹ルート）
  - しのぶ、真夜の二人と結ばれること。
- わからない（天使と悪魔ルート）
  - えころとくろなの両方か、あるいはえころ、くろなのどちらか片方と結ばれること。前作のぱたこが大きく関わる場合も多い。
- まだ見ぬ運命（運命の彼女ルート）
  - ステージ中に登場するモブキャラクターのいずれかと結ばれること。一般のモブキャラの他、ぱたこと結ばれる終わり方もある。このルートのみ、神園姉妹は登場しない。

## ゲームシステム
眼力（フェロモンショット）
新能力として「透視ズーム」が新たに追加。銅像や壁など、障害物に隠れている女の子を見つけることができるほか、女の子の服も透かせられる。
ショットボタンの長押しにより、強力な“チャージショット”を撃てる。
ドキドキモード
本作のドキドキモードはタッチパネルに対応し、女の子をタッチすると、女の子のドキドキ度が上昇するので制限時間内にドキドキ度をMAXにして女の子を昇天させる。
また、昇天の上位版として“ダブルピース昇天”が存在し、タッチによってすべての女の子をダブルピース昇天へ導いていく。今回はドキドキモードを始めるには一度女の子を「気絶」させ、女の子に重なって現れるハートマークをタッチする必要がある。更に今回は最大三人の女の子をドキドキフィールドに閉じ込める事が可能となった。なお、前作はゲージのデザインは対象となるキャラのシルエットであったが、今作ではシンプルなゲージになっている。基本となるドキドキモードのシステムが上記のように変更されより昇天させる時間が短く済むようになった他、前作のシステムはラストドキドキモードのみに絞られた。
新アイテム
今作では、新アイテムとして生徒手帳が追加されている。生徒手帳はステージの道中に落ちており、狙って打つと獲得出来る。前作では、モブキャラのプロフィールを見るには一周の内に計三回女の子をドキドキモードで昇天させる必要があったが、今作ではこの手帳を入手するだけでプロフィールを見られるようになった。
一枚絵
前作とは違い、主要シーンでは一枚絵が多数挿入される。この一枚絵はコレクション要素の一つとなっており全て集めるとトロフィーを獲得可能。

## 機種ごとの違い
本作では、PS4・PS Vita版共に両機種間のクロスセーブに対応している。
PlayStation 4版
本作ではPlayStation Moveに対応していない。
また、ゲーム画面を別の画面に変えるママキタ画面が搭載されている。
PlayStation Vita版
PlayStation Vita TVには対応していない。
Nintendo Switch版
ゲーム内容はPS4版と同様だが、Vita版と同じくタッチスクリーン対応。
他機種版で発売されたダウンロードコンテンツ衣装をほぼ収録。
Windows版
プロパティの言語タブから日本語と英語の切り替えが可能で、ゲームパッドとマウスの操作にも対応している。フレームレートはPS4版と同様、60fpsに向上した。
PS4・PS Vita版と違い、タッチパネル機能がない場合、マウス操作はサイドボタン2とXbox系操作はRTボタンを可能できる。

## 開発
前作『ぎゃる☆がん』が地道な売り上げを見せていたことに加え、続編の要望が出ていたことから、本作の開発が決まった。
本作の開発は2013年の2月から始まり、2015年5月11日のインサイドとのインタビューの時点ではラストスパートをかけていた。
だぶるぴーすというタイトルは、「天使と悪魔」、「姉妹」、そして一般生徒が悪魔にとりつかれた状態を示す「悪魔っ娘状態」という二面性にちなんでつけられた。また、タイトルが決まった後に「ダブルピース昇天」という要素が付け加えられた。

## 海外での販売
日本国外では、PQubeから欧州地区では2016年7月22日に、アメリカでは8月2日に発売された。字幕は翻訳されているが、音声は日本語のまま。
ニュージーランドでは発禁となっている。

## インターネットテレビ

### ぎゃる☆がんTVリターンズ『ぎゃる☆がん だぶるぴーす』
出演者
上間江望（神園 しのぶ役）
配信期間
2015年6月11日 - 予定

## 主題歌

### PlayStation
オープニングテーマ主題歌「BANG! BANG!」
作詞 - 谷岡ひろみ / 作曲 - 岡田誉也 / 編曲 - 南利一 / 歌 - 原由実

### Nintendo Switch
オープニングテーマ主題歌「愛のSHOOOOT!」
作詞 - ハコファクトリィ / 作曲 - 山田一法 / 編曲 - 佐藤裕之 / 歌 - 神園しのぶ (CV.上間江望) 、神園真夜 (CV. 橋本ちなみ)